# Megan Boone
Megan Boone (Petoskey, 29 aprile 1983) è un'attrice statunitense.
È famosa per l'interpretazione di Elizabeth Keen, profiler dell'FBI nella serie televisiva della NBC The Blacklist.

## Biografia
Nata a Petoskey nel Michigan, Megan Boone è cresciuta in The Villages, un census-designated place (CDP) della contea di Sumter, Florida, presso una comunità di pensionati. I suoi genitori si trasferirono lì quando era una bambina perché crescesse più vicina ai suoi nonni. Boone studia recitazione presso la Belleview High School, dove si diploma nel 2001. Si è laureata poi alla Florida State University nel 2005 con un BFA in recitazione. 
Ha studiato con Jane Alexander ed Edwin Sherin all'Asolo Repertory Theatre Workshop con il drammaturgo Mark Medoff. 
Megan Boone ha debuttato nel film horror del 2009 My Bloody Valentine 3D, interpretando l'amante dello sceriffo Palmer (Kerr Smith). Ha avuto un ruolo in Sex and the City 2 nel 2010, al fianco di Sarah Jessica Parker, Chris Noth e Cynthia Nixon. Ha poi interpretato Junior, viceprocuratore distrettuale Lauren Stanton, nella serie televisiva della NBC Law & Order: Los Angeles, nel 2010-2011. Boone apparve in Step Up Revolution (2012), quarto capitolo della serie di film sulla danza Step Up. Ha anche recitato nel dramma indipendente 'Leave Me Like You Found Me' girato nel Sequoia National Park. Boone ha vinto il Gen Art Film Festival award come migliore attrice per la sua performance. 
Boone aveva un ruolo ricorrente nel poliziesco della CBS, Blue Bloods nel 2013, come partner temporaneo del Detective Danny Reagan (Donnie Wahlberg). Poi entra nel cast della serie televisiva della NBC The Blacklist, come profiler dell'FBI Elizabeth Keen. Appare poi nel 2013 anche nella commedia Benvenuti nella giungla, accanto a Jean-Claude Van Damme, Kristen Schaal, Rob Huebel e Adam Brody.

## Filmografia

### Attrice

#### Cinema
- Elijah, regia di Randall Harmon Waldrop - cortometraggio (2001)
- The Mustachioed Bandit Meets His End, regia di Paul Blair (2007)
- San Valentino di sangue 3D (My Bloody Valentine 3D), regia di Patrick Lussier (2009)
- The Myth of the American Sleepover, regia di David Robert Mitchell (2010)
- Sex and the City 2, regia di Michael Patrick King (2010)
- Step Up 4 Revolution 3D (Step Up Revolution), regia di Scott Speer (2012)
- About Cherry, regia di Stephen Elliott (2012)
- Leave Me Like You Found Me, regia di Adele Romanski (2012)
- Benvenuti nella giungla (Welcome to the Jungle), regia di Rob Meltzer (2013)
- Family Games, regia di Suzuya Bobo (2016)

#### Televisione
- The Cleaner – serie TV, episodio 1x12 (2008)
- Cold Case - Delitti irrisolti (Cold Case) – serie TV, episodio 6x11 (2008)
- H.M.S.: White Coat – film TV, regia di Mark Piznarski (2010)
- Law & Order: Los Angeles – serie TV, 7 episodi (2010-2011)
- Blue Bloods – serie TV, 2 episodi (2013)
- The Blacklist – serie TV, 174 episodi (2013-2021)
- The Blacklist: Redemption – serie TV, episodi 1x01-1x07 (2017)
- La ferrovia sotterranea (The Underground Railroad) – miniserie TV, 1 puntata (2021)

### Doppiatrice
- Robot Chicken - serie TV, 2 episodi (2014)

### Regista
- Eggshells for Soil - cortometraggio (2010)

### Produttrice
- Eggshells for Soil, regia di Megan Boone - cortometraggio (2010)

### Sceneggiatrice
- Eggshells for Soil, regia di Megan Boone - cortometraggio (2010)

## Riconoscimenti
- Gen Art Film Festival
  - 2012 - Migliore attrice per Leave Me Like You Found Me

## Doppiatrici italiane
Nelle versioni in italiano delle opere in cui ha recitato, Megan Boone è stata doppiata da:
- Maria Letizia Scifoni in Cold Case - Delitti irrisolti, Law & Order: Los Angeles
- Gemma Donati in The Blacklist, The Blacklist: Redemption
- Lidia Perrone in San Valentino di sangue 3D
- Gaia Bolognesi in Blue Bloods
- Lilli Manzini ne La ferrovia sotterranea